# Marco Annio Vero (console 97)
Marco Annio Vero (Italica, 55 circa – Selinus in Cilicia, 138) è stato un politico romano della dinastia antoniniana vissuto tra il I e il II secolo d.C.

## Biografia e vicende familiari
Nato a Italica (vicino all'odierna Siviglia, in Andalusia, Spagna), discendeva da una famiglia insediata nella Betica, a Ucubi (l'odierna Espejo), nei pressi di Corduba (l'odierna Cordova), e arricchitasi con la produzione e il commercio dell'olio d'oliva. Era figlio di un omonimo Marco Annio Vero Minor (o Marcus Annius Verus Annius), un 
Patricius che aveva raggiunto la 
Pretura. 
Sposò Rupilia Faustina, da cui ebbe tre figli:
- Annia Galeria Faustina (Faustina maggiore), futura moglie dell'imperatore Antonino Pio;
- l'omonimo Marco Annio Vero, padre del futuro imperatore Marco Aurelio;
- Marco Annio Libone.

Alla morte del figlio Annio Vero, probabilmente nel 124, adottò i figli di quest'ultimo: Marco Aurelio e sua sorella Annia Cornificia Faustina.
Morì nel 138, forse all'età di 88 anni, a Selinus in Cilicia (odierna Turchia).

## Carriera politica
Fu praefectus Urbi e fu nominato patrizio durante la censura degli imperatori Vespasiano e Tito. Ricoprì il consolato tre volte: fu console suffetto nel 97 d.C., e console ordinario nel 121 e nel 126.